# Randy Weber
Randall Keith Weber dit Randy Weber, né le 2 juillet 1953 à Pearland, est un homme politique américain. Membre du Parti républicain, il est élu du Texas à la Chambre des représentants des États-Unis depuis 2013.

## Biographie
Randy Weber est originaire de Pearland dans le comté texan de Brazoria. Il fréquente le collègue communautaire d'Alvin au début des années 1970 et est diplômé de l'université de Houston-Clear Lake (en) en 1977.
De 1990 à 1996, il siège au conseil municipal de sa ville natale. En 2008, après plusieurs échecs électoraux, il est élu à la Chambre des représentants du Texas.
En 2012, il est élu à la Chambre des représentants des États-Unis dans le 14e district du Texas. Avec 53,5 % des voix, il bat l'ancien représentant démocrate Nick Lampson. Il est réélu avec 61,9 % des suffrages en 2014.